# Triracodòntids
Els triracodòntids (Trirachodontidae) són una família extinta de sinàpsids gomfodonts que visqueren a Àfrica durant el Triàsic, fa entre 208,5 i 251,2 milions d'anys. Se n'han trobat restes fòssils a Namíbia, Sud-àfrica, Tanzània i Zàmbia. La seva taxonomia és força controvertida. En cas d'incloure-hi altres gèneres, la seva distribució podria arribar a Euràsia i Nord-amèrica. Tenien una dieta herbívora o omnívora. Es caracteritzen per tenir les dents postcanines de perfil ovalat. Les dents postcanines inferiors estan dotades de tres cúspides ben desenvolupades.